# اولان‌خاد
اولان‌خاد (به زبان مغولی: ᠤᠯᠠᠭᠠᠨᠬᠠᠳᠠ ᠬᠣᠲᠠ، به لاتین: Ulaɣanqada qota، معادل سیریلیک: Улаанхад хот) و یا چیفنگ (به چینی: 赤峰布، به پین‌یین: Chìfēng Shì) یک شهر در سطح ولایت در جمهوری خلق چین است که در مغولستان داخلی واقع شده‌است.

## خصوصیات
اولان‌خاد ۹۰٬۲۷۵ کیلومترمربع مساحت و ۴٬۳۴۱٬۲۴۵ نفر جمعیت دارد و ۵۸۶ متر بالاتر از سطح دریا واقع شده‌است.

## تقسیمات اداری
شهر در سطح ولایت اولان‌خاد به سه منطقه، دو شهرستان و هفت لواء به شرح زیر تقسیم شده است:
- منطقه هونگشان
- منطقه یوانبائوشان
- منطقه سونگشان

- شهرستان نینگچنگ
- شهرستان لینشی

- لواء آر خورچین
- لواء چپ بایرین
- لواء راست بایرین
- لواء خشیگتن
- لواء اونگنیود
- لواء خارچین
- لواء آوخان